# 全日本合唱連盟
一般社団法人全日本合唱連盟（いっぱんしゃだんほうじん ぜんにっぽんがっしょうれんめい、Japan Choral Association）は、日本の合唱の振興を目的として1948年（昭和23年）11月23日に設立された、日本合唱界最大の連盟組織である。略称はJCA。

## 概要
直接の関係はないが、1927年（昭和2年）に小松耕輔らによって設立された国民音楽協会の流れを汲む。その4年前まで欧米に留学していた小松は、現地の市民による音楽活動のありようを目のあたりにし、それに比べて聴衆も演奏家も社会に広がっているとはいえない日本の現状を改善しようと考えた。すなわち、音楽の普及を目的として作られたのが同協会であり、協会の設立と同時に第1回合唱競演大音楽祭が開催された。これは合唱コンクール形式で行われ、後に競演合唱祭と名称を替えて1942年（昭和17年）まで続く。
戦争が終わると、九州に西部合唱連盟ができたのを皮切りに、関東合唱連盟、関西合唱連盟、東海合唱連盟が相次いで誕生し、これらをまとめる組織として、任意団体としての全日本合唱連盟が1948年に結成され、四連盟がそれぞれ各地区の朝日新聞社屋に事務局を設けて発足した。初代理事長は小松である。同年に第1回全日本合唱コンクールが開催され、男声合唱と女声合唱の課題曲には公募作品が選ばれた。男声の課題曲「秋のピエロ」（清水脩）は後に合唱組曲「月光とピエロ」におさめられ、今日でも広く歌われている。
コンクール事業では、1978年（昭和53年）から「全日本ママさんコーラス大会」（現在の全日本おかあさんコーラス大会）、1987年（昭和62年）から少年少女合唱祭（後に「全日本ジュニアコーラス・フェスティバル」という名称が付され、現在は「こどもコーラスフェスティバル」）を主催している。その他、楽譜（全日本合唱コンクール課題曲を含む）や連盟誌「ハーモニー」の出版、各種講習会の開催、合唱センターの運営などを行っている。
当初の加盟合唱団は200ほどであったが、1967年には2500にまで増え、合唱団員の数も「1万人足らず」だったのが「15万人をこえる」ようになった。約20年の間に、上述の4つの地区合唱連盟（東海合唱連盟は1952年に中部合唱連盟に名称変更）に、北海道・東北・東京都・中国・四国各合唱連盟が加わり、9地区・59府県支部合唱連盟へと発展している。組織の充実により1970年（昭和45年）には社団法人として法人化し、朝日新聞社から財政的に独立した。1997年（平成9年）、第20回音楽之友社賞を受賞。公益法人制度改革法施行により、2012年（平成24年）4月1日より、「社団法人」から「一般社団法人」へ移行した。
2022年現在、朝日新聞社東京本社内に事務所を持ち、全国9地区の支部と53の合唱連盟を統括している。

## 役員
- 理事長（代表理事）　長谷川冴子（合唱指揮者、東京）
- 副理事長（業務執行理事）　菅野正美（合唱指揮者、福島）
- 副理事長（業務執行理事）　斉田好男
- 副理事長（業務執行理事）　松村努
- 常務理事（業務執行理事）　大木秀一
- 常務理事（業務執行理事）　片野秀俊
- 常務理事（業務執行理事）　北野良德
- 常務理事（業務執行理事）　清水敬一
- 常務理事（業務執行理事）　辻秀幸
- 常務理事（業務執行理事）　樋口久子
- 常務理事（業務執行理事）　松原眞介
- 常務理事（業務執行理事）　松村康史

上記のほか、理事7名・監事3名。

### 過去の主な役員
- 初代・第3代理事長　小松耕輔
- 第2代理事長　外山国彦
- 第4代理事長　清水脩（作曲家）
- 第5代理事長　石井歓（作曲家）
- 第6代理事長　佐藤陽三（合唱指揮者、愛媛大学教授）
- 第7代理事長　吉村信良（合唱指揮者、西湖堂印刷（株）代表取締役）
- 第8代理事長　浅井敬壹（合唱指揮者）
- 第9代理事長　岸信介（合唱指揮者）

## 組織構成
- 北海道合唱連盟（札幌、旭川、函館、室蘭、帯広、釧路、北見）
- 東北合唱連盟（青森、秋田、岩手、宮城、山形、福島）
- 関東合唱連盟（茨城、栃木、群馬、埼玉、千葉、神奈川、新潟、山梨、静岡）
- 東京都合唱連盟
- 中部合唱連盟（長野、愛知、富山、石川、福井、岐阜、三重）
- 関西合唱連盟（滋賀、京都、大阪、兵庫、奈良、和歌山）
- 中国合唱連盟（鳥取、島根、岡山、広島、山口）
- 四国合唱連盟（香川、愛媛、徳島、高知）
- 九州合唱連盟（福岡、大分、佐賀、長崎、熊本、宮崎、鹿児島、沖縄）
  - （）内は各地域合唱連盟の構成合唱連盟。各府県地区合唱連盟を省略してある。かつては「支部」の名称を用いていたが、2012年4月より地域合唱連盟の名称に一本化した。関東合唱連盟と東京都合唱連盟は、全日本合唱連盟と事務局を共用（朝日新聞社東京本社内）している。

## おもな主催事業
- 全日本合唱コンクール
- 全日本おかあさんコーラス大会
- こどもコーラスフェスティバル
- コーラスワークショップ
- おかあさんカンタート
- 全日本男声合唱フェスティバル
- JCAユースクワイア
- 朝日作曲賞 (合唱)
- 合唱名曲シリーズ
- ハーモニー